# العرايبية (أولاد زهرة)
العرايبية هو دُوَّار يقع بجماعة بوڭرڭوح، إقليم سطات، جهة الدار البيضاء سطات في المملكة المغربية. ينتمي الدوّار لمشيخة أولاد زهرة التي تضم 5 دواوير. يقدر عدد سكانه بـ 443 نسمة حسب الإحصاء الرسمي للسكان والسكنى لسنة 2004.

## روابط خارجية
- البوابة الوطنية للجماعات الترابية
- المندوبية السامية للتخطيط